# Tetryl
Tetryl of tetranitromethylaniline is een organische verbinding, met als brutoformule C7H5N5O8, die behoort tot de hoog-explosieven. Het is vrij inert als het wordt samengeperst. Tetryl is een component in onder andere C-3.

## Synthese
Tetryl wordt bereid door het nitreren van N-methylaniline, N,N-dimethylaniline of dinitromethylaniline.

## Toepassing als explosief
Het kan tot ontploffing gebracht worden door een vlam, door wrijving, door een schok en door vonken. Tetryl werd in beide wereldoorlogen gebruikt. De detonatiesnelheid van tetryl bedraagt 7570 m/s.